# Redonda
Redonda egy sziget az Atlanti-óceán nyugati részén, a Kis-Antillák szigetcsoportjához tartozik.

## Földrajza
A vulkanikus eredetű sziget területe 1,6 km² és Antigua és Barbuda részét képezi. 80 km-re délnyugati irányban található Antiguától, valójában nem más mint egy hatalmas vulkanikus szikla, 300 m magas sziklafalakkal, legnagyobb tengerszint feletti magassága 320 m.

## Történelme
Kolumbusz Kristóf fedezte fel 1493. november 12-én, második útja során, a szigetet Santa Maria la Redonda névre keresztelte.
A sziget lakatlan, leszámítva az itt megpihenő halászokat és turistákat. A terület gazdag foszfátlelőhely volt, mely az itt az évezredek alatt lerakódott guanóból jött létre, de az altalajkincs kiapadt a 19. században folytatott intenzív bányászatnak köszönhetően.